# Early Winter
„Early Winter” este o baladă pop rock compusă de către Tim Rice-Oxley (pianistul formației britanice Keane) pentru cel de-al doilea album al lui Gwen Stefani, The Sweet Escape (2006). Melodia a primit recenzii pozitive din partea criticilor. Începutul acesteia a fost inclus în reclama companiei Hewlett-Packard. Conform Billboard Early Winter va fi cel de-al cincelea single extras de pe albumul The Sweet Escape.

## Compunerea melodiei
Stefani l-a contactat pe Rice-Oxley în noaptea de dinainte de începerea colaborării lor pentru a-i spune că vrea o baladă în genul melodiilor Eyes Without a Face (a lui Billy Idol), Killing Me Softly with His Song (a  Robertei Flack) și Time After Time (a lui Cyndi Lauper). După compunerea sa, Stefani a fost mulțumită de rezultatul final și a evitat să îi aducă schimbări. Totuși, înainte de a înregistra melodia, Gwen a rescris o parte a sa. Textul piesei descrie modul în care dragostea se sfârșește.

## Critici
Early Winter a primit recenzii pozitive din partea criticilor. Digital Spy a lăudat compoziția melodiei, numind-o „cel mai dramatic moment al carierei lui Stefani până în prezent”. Pitchfork Media a menționat că melodia „dovedește că Stefani poate aduce un cântec rock obișnuit la un alt nivel”. The Guardian a făcut referire la melodie, numind-o stilată, iar The New York Times a numit-o una dintre cele mai melodioase compoziții de pe album. PopMatters a remarcat vulnerabilitatea melodiei, comparabilă cu cea a melodiei Don't Speak a trupei No Doubt (din care Stefani face parte). NME a caracterizat Early Winter drept unul dintre potențialele hituri de pe albumul The Sweet Escape. Entertainment Weekly a descris piesa ca fiind o „măreață baladă puternică” în care vocea lui Stefani nu sună chiar tristă.

## Videoclip
Premiera videoclipului a avut loc pe data de 13 noiembrie 2007 la LAUNCHcast. Acesta începe cu o scenă alb-negru care o are în prim-plan pe Stefani stând întinsă pe podea. În următoarea secvență Stefani este arătată mergând pe o stradă luminată în roșu. Acțiunea se mută rapid într-o cameră spațioasă situată lângă o gară, unde Stefani cântă refrenul melodiei într-o ploaie de petale roșii de trandafiri. De asemenea sunt arătate și secvențe cu artistă uitându-se într-o oglindă și cântând. Stefani este surprinsă stând pe podea, plângând și cântând melodia. Aceasta mai este surprinsă mergând în sens contrar deplasării unui tren într-o gară. Videoclipul se termină cu Stefani fugind din camera spațioasă.
În videoclip, Gwen Stefani poartă o rochie verde, creație Dolce and Gabbana, care apare și pe coperta singleului.
Sophie Muller este producătoarea videoclipului. Pentru crearea acestui clip ea a preferat să filmeze în trei orașe din Europa: Milano (Italia, Praga (Cehia) și Budapesta (Ungaria), de-a lungul turneului The Sweet Escape Tour. În Milano au fost filmate unele cadre într-o biserică și într-un restaurant. În Budapesta au fost filmate secvențele din gară, în Gara Nyugati.
Videoclipul a fost vizionat de milioane de ori în cadrul YouTube.

## Formats and track listing
Germany CD Single
1. "Early Winter" (Album version)
2. "Early Winter" (Live)

## Topuri

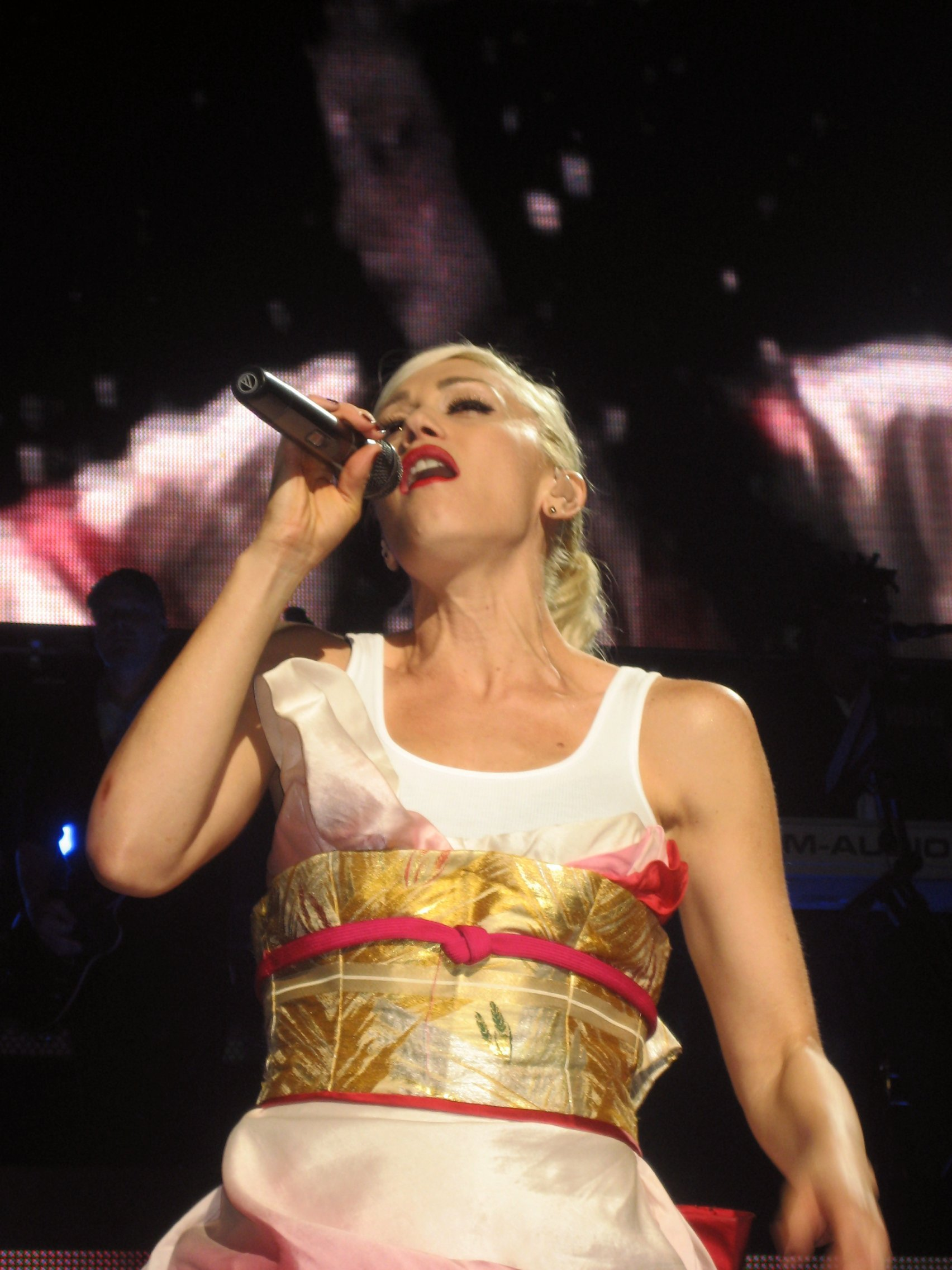
Stefani interpretând Early Winter în cadrul turneului The Sweet Escape Tour.

Early Winter a devenit încǎ un Top20 hit în Europa pentru Stefani. Melodia nu a fost lansatǎ și în S.U.A.

## Charts
| Chart (2007)               | Peak position |
| -------------------------- | ------------- |
| Austria Top 75             | 36            |
| Bulgaria Singles Top 40    | 28            |
| Czech Singles Chart        | 19            |
| Euro Chart                 | 7             |
| German Hot 40              | 6             |
| European Top 20            | 7             |
| Estonia Chart              | 7             |
| Faroe Islands Top 20       | 10            |
| Finland Top 20             | 14            |
| Germany Singles Top 100    | 6             |
| Lithuania Top 40           | 19            |
| Macedonian Top 30          | 3             |
| National Chart             | 4             |
| Romanian Top 100           | 40            |
| Slovakia Singles Chart     | 6             |
| Billboard European Hot 100 | 26            |